# (4125) Lew Allen
(4125) Lew Allen est un astéroïde de la ceinture principale, de la famille de Hungaria.

## Description
(4125) Lew Allen est un astéroïde de la ceinture principale, de la famille de Hungaria. Il présente une orbite caractérisée par un demi-grand axe de 1,92 UA, une excentricité de 0,12 et une inclinaison de 20,4° par rapport à l'écliptique.

## Compléments